# 野本禮三
野本禮三（日语：野本 礼三，1930年9月17日—2006年7月7日），日本男演員、配音員。出身於東京都。身高162cm。O型血。

## 簡介
本名野本禮次郎（野本 礼次郎）。以前經歷劇團東藝、同人舎Production、ARTSVISION至2002年為止。
2006年7月7日凌晨3時左右，野本在家裡突然吐血，送醫之前已無生命跡象，享壽75歲，至今詳細死因不明。

### 人物、特色
野本從1960年代進入配音業界之開始，經常在老人的角色中獻聲。在這之中，他為人熟悉的代表配音作品有《Q太郎 (1965年版)》&《新Q太郎》的神成先生、《大飯桶》的德川教練、《怪物小王子 (1980年版)》的諾歐醫生、《七龍珠Z》的老界王神及海外動畫《大力水手卜派》主角卜派的父親等等。此外，野本在聲演《大飯桶》的德川教練時總是帶著「！（粗鲁而爽快）」的口氣、還有在《七龍珠Z》演老界王神的時候，會演總是邊跳奇妙的舞蹈、邊說出聽了會讓人產生信任的話，這些都是野本自身演技的特色。
興趣、特長：滑雪、武打。

## 繼任
在野本逝世後，配音員接任作品如下：
- 田之中勇、田中亮一－『七龍珠』系列：老界王神[注 1]
- 松井範雄（日语：松井範雄）－電視影集『星際爭霸戰』：拉爾[注 2]
- 佐藤正治、宮澤正（日语：宮澤正）[注 3]－『忍者亂太郎』：草屋納豆〈大邊穀造〉

## 演出

### 電視劇
- 第2期 第39話「遊樂園的追逐男子」（1965年，TBS）
- 年輕人們 第33話「再見」（1966年，富士電視台）
- （1966年，NHK）
- 大河劇（NHK）
  - 太閤記（日语：太閤記 (NHK大河ドラマ)）（1965年）－毛受茂左衛門
  - 源義經（日语：源義経 (NHK大河ドラマ)）（1965年）－佛師
- 特別機動搜査隊（日语：特別機動捜査隊）（朝日電視台）
  - 第245話「太陽的誘惑」（1966年）
  - 第285話「拾女」（1967年）－望月
  - 第286話「女赤電話」（1967年）－宿直員
  - 第370話「挑戰」（1968年）
- 週六的老虎 第2話（1966年，TBS）
- 鳴門秘帖（日语：鳴門秘帖）（1966年，MBC）
- 五位野武士（日语：五人の野武士） 第14話「血鬥 虎谷之關」（1968年，日本電視台）
- 無用之介（日语：無用ノ介） 第6話「無用介」（1969年，日本電視台）－村人

### 電影
- 荒海（1969年）－金井司廚員

### 特攝影集
- 超異象之謎 第14話「東京冰河期」（1966年）－秀山記者
- 超人力霸王 第13話「石油SOS」（1966年）－油罐車駕駛
- 快獸布斯卡
  - 第11話「布橫丁的學習塾」（1967年）－不肖商人
  - 第31話「來到遊樂園用飛的」（1967年）－高爾夫球場建設公司職員
- MJ萬能號 第9話「地獄來的嚮導」（1968年）－第五福洋丸通信士
- 戰鬥吧！Mj萬能號 第5話「像!!」（1968年）－盗賊團團員
- 星星艦隊（1980年）－柯茲洛的配音
- 五星戰隊大連者（1993年）－紐男爵的配音、萬華鏡伯爵的配音、新哥瑪怪人〈新紐男爵〉的配音
  - 劇場版　五星戰隊大連者（1993年）－人類型態的再生紐男爵／來來大王的胴體前部的配音
- 重甲B-Fighter（1995年）－傭兵怪人巴爾達斯的配音

### 電視動畫
1965年
- 小鬼Q太郎 (1965年版)（神成先生）
- 遊星少年帕皮（日语：遊星少年パピイ）（傑洛伊）

1967年
- Q太郎 (1965年版)（哥吉拉的父親）

1968年
- 怪物小王子 (1968年版)（朵朗）
- 巨人之星
- 佐助（猿飛忍群）

1969年
- 排球甜心
- 海螺小姐

1971年
- 明日之丈（河野）
- 新小鬼Q太郎（神成先生）
- 天才妙老爹（日语：天才バカボン (アニメ)）（八百屋店主）
- 神化嬌嬌女

1972年
- 科學小飛俠（チーフ）

1973年
- 極真派空手道（日语：空手バカ一代）（古本屋）
- 魔投手
- 英勇無敵號（變形加洛斯）
- 小人兒的冒險（日语：冒険コロボックル）
- （布坦）

1974年
- 北海小英雄（波卡〈第2代〉、狼、船長、杜雷姆、保加利亞的隊長、牢番、士兵）
- 根性青蛙
- 山林小獵人 (1974年版)
- 破裡拳（日语：破裏拳ポリマー）（霍特博士）

1975年
- 一休和尚
- 元祖天才妙老爹（日语：元祖天才バカボン）
- 時間飛船 （親方）
- 法蘭德斯之犬（番人）

1976年
- 大飯桶（日语：ドカベン）（德川教練[10]）
- 無敵飛天俠（[11]）
- 保羅歷險記（蜘蛛族首領）

1977年
- 女王陛下的小天使小偵探（日语：女王陛下のプティアンジェ）（警備隊長、山姆）

1978年
- 咪咪流浪記
- 寶島（摩根）
- 魯邦三世 (TV第2系列)（日语：ルパン三世 (TV第2シリーズ)）（下町署的警官）

1979年
- 人造人009 (1979年版)（哈頓）
- 未來機械人達爾達尼亞斯（雑炊屋）

1980年
- 明日之丈2（黑輪攤的老爹）
- 怪物小王子 (1980年版)（諾歐醫生、薩波拉 等）
- 銀河鐵道999（鐵男的父親、螢子的父親、所長）
- 原子小金剛 (1980年版)（巴剎賣家）
- 無敵機器人 托萊達G7（馬之助）

1981年
- 原子小金剛 (1980年版)（製作人、手下B）
- 天才小釣手（村人A）
- 靈犬雪麗（約翰諾、卡巴洛）

1982年
- 阿波羅之女（亞特蘭大的父親）
- 逆轉一發人（日语：逆転イッパツマン）（助）
- 電子神童（吸血鬼、亡靈）
- SPACE COBRA（札伊）
- 我是妙殿下！（日语：パタリロ!）
- 魔法公主 明琪桃子（日语：魔法のプリンセス ミンキーモモ）（牧場主人、霍克隊長）
- 野生的咆嘯（日语：野生のさけび）

1983年
- 機甲創世記（小丑）
- 光速電神阿爾貝加斯（戴姆參謀、青葉學園教頭、熊井雁之助）
- 奈奈子SOS（日语：ななこSOS）（二川）

1984年
- 怪貓豬油糕（日语：オヨネコぶーにゃん）（老人）
- 忍者哈特利（忍之博士）
- 雷射戰士（總務部長）

1985年
- Q太郎 (1985年版)
- 昭和笨蛋小說搞笑第1名！（日语：昭和アホ草紙あかぬけ一番!）（竊賊）

1986年
- 高校！奇面組（日语：ハイスクール!奇面組）（真市文二、新聞勸誘員、竊賊A）
- 機器人阿丁 (1986年版)（日语：ロボタン）

1987年
- 超能力魔美（父親、老人）
- 鬼太郎 (第3作)（髪大人、大叔）
- 城市獵人（與太川）
- 之後頓珍漢（日语：ついでにとんちんかん）（吉澤今日夫）

1988年
- 美味大挑戰（辰先生〈花見小路辰之丈〉）
- 奇天烈大百科（龜屋[注 4]、望月）
- 城市獵人2（武器商人）

1989年
- 比利犬商會（日语：ビリ犬）（老人）
- 黑色推銷員（冬木花衛）

1990年
- 鴉天狗KA·BU·TO（邪鬼）
- 大耳鼠（奧坦）
- 夠了！阿太郎 (1990年版)（日语：もーれつア太郎）（借錢鳥）

1991年
- 在漲潮的時間的彼岸（日语：楽園 (鈴木光司の小説)）（詛咒師）
- 橫山光輝 三國志（陳珪）

1992年
- 妙廚老爹（小鹽吉男、政先生）
- 夢幻冒險 長靴貓的冒險（蓋斯拉）

1993年
- 忍者亂太郎（草屋納豆〈大邊穀造／初代〉）

1994年
- 小小男子漢（行司）
- 七龍珠Z（老界王神、警部）
- 咕嚕咕嚕魔法陣（爺）

1995年
- 灌籃高手（名朋工業教練）
- （長老）

1996年
- 鬼太郎 (第4作)（チー）
- 七龍珠GT（老界王神）

1998年
- 青澀之戀（綾崎若菜的爺爺〈綾崎誠之介〉）
- 太陽之子 (BS版)（帕恰）
- 槍神Trigun（親）
- 危險調查員（酒屋店主）

### 電影動畫
1981年
- 怪物小王子：怪物樂園的招待（諾歐醫生）
- 哆啦A夢：我是桃太郎的什麼呢？（村人）

1982年
- 忍者哈特利：忍忍忍法繪日記之卷（（忍之博士）

1983年
- 小超人帕門：鳥人來了!!（誘拐犯）

1984年
- 忍者哈特利+小超人帕門：超能力大戰（日语：忍者ハットリくん+パーマン 超能力ウォーズ）（忍之博士）

1985年
- 光子帆船星光號奧丁（日语：オーディーン 光子帆船スターライト）（（櫻福之介）
- 忍者哈特利+小超人帕門：忍者怪獸吉波VS奇蹟蛋（日语：忍者ハットリくん+パーマン 忍者怪獣ジッポウVSミラクル卵）（忍之博士）

1986年
- 時空旅人（老婆婆[12]）

1989年
- 戰國奇譚妖刀傳 總集篇（日语：妖刀伝）（機羅的真砂）

1991年
- 哆啦A夢：大雄的天方夜譚（手下A、神燈魔人）

1992年
- 紅豬（空賊聯合首領）

1993年
- 獸兵衛忍風帖（蟲藏[13]）

1994年
- 三國志 完結篇 遼闊的大地（左慈）

### OVA
1987年
- 戰國奇譚妖刀傳（日语：妖刀伝）（機羅的真砂）

1989年
- 麻雀飛翔傳 哭泣的龍（日语：麻雀飛翔伝 哭きの竜）（男B）

1990年
- 頑皮大師（老人）

1991年
- 巫術（老乞丐）
- 銀河英雄傳說（拉貝納特）
- 幻退魔夜行 舞！（岩藏）

1992年
- 潮與虎（老人）

1996年
- BLUE SEED2（止造）
- Legend of Crystania（日语：クリスタニア）（長老）

### 遊戲
- 幻影鬥技（1996年，漢併藍）
- 七龍珠Z 偉大龍珠傳說（日语：ドラゴンボールZ 偉大なるドラゴンボール伝説）（1996年，老界王神）
- Cat the Ripper 第13位偵探（日语：Cat the Ripper 13人目の探偵士）（1997年）
- 戰國美少女 斬斷雲空!!（1998年，鬼六）

### 外語配音

#### 電影
- 北京55日
- 香港女伯爵（英语：A Countess from Hong Kong）（老接待員〈查理·卓别林〉）
- 荒野大鏢客（Piripero〈Joseph Egger〉）※TBS新錄製版。
- 最佳拍檔之女皇密令
- 大盜鐵金剛（英语：The Anderson Tapes）（O'Leary、刑務所的聲音）
- 全速返航（英语：Away All Boats）（特威切爾少尉〈唐·基弗（英语：Don Keefer）〉）
- Ballata per un pistolero／Ballad of a Gunman（英语：Ballad of a Gunman）（炸藥屋主〈Dante Maggio〉）
- 福祿雙霸天（Curtis〈凱伯·凱洛威〉）※富士電視台新錄製版。
- Cinque figli di cane／Bootleggers（英语：Bootleggers (1969 film)）（Gaetano Cimarosa）
- 炮彈飛車 ※朝日電視台版[注 5]。
- 巨人：福賓計劃（英语：Colossus: The Forbin Project）（John F. Fisher博士〈Georg Stanford Brown〉）
- 鐵窗喋血
- 鐵蹄壯士魂（英语：Counterpoint (1968 film)）（Jordan〈Gregory Morton〉）※TBS舊錄製版。
- 鬼作秀2（黑人Hitchhiker〈Tom Wright〉）※東京電視台版[注 6]。
- 吸血鬼 (1979年電影)（船長）※朝日電視台版[注 6]。
- 戰地鐘聲（Rafael〈Mikhail Rasumny〉）※TBS版。
- 槍手佳人流浪客（英语：The Frisco Kid）
- 禁酒風波（英语：The Hallelujah Trail）（跑步的鹿犬、鉱夫）
- 漢密特（英语：Hammett (film)）（計程車司機〈Eli／Elisha Cook Jr.〉）
- 魔鬼騎兵團（英语：The Horse Soldiers） ※TBS版。
- 我要他死（英语：I Want Him Dead）
- 糊塗大偵探（英语：Inspector Clouseau） ※朝日電視台版。
- 魔島生死劫（英语：The Island (1980 film)）（Dr. Brazil〈Dudley Sutton〉）※朝日電視台版。
- 詹姆士·龐德大戰金手指（Hawker〈Gerry Duggan〉）※朝日電視台版。
- 大王龍（英语：The Klansman）（Hector〈Vic Perrin〉）※朝日電視台版。
- 冒險者（英语：The Last Adventure (1967 film)） ※TBS版[注 6]。
- 奪命判官（英语：The Life and Times of Judge Roy Bean）（Nick〈Eva Axén〉）※富士電視台版。
- 復仇的日子（英语：Long Days of Vengeance） ※TBS版。
- 馬克思兄弟（奇科·馬克思）
- 大峽谷（英语：The Missouri Breaks）（弗恩、納爾遜）
- 月滿抱佳人（波波）※JAL機內上映版。
- 俠骨柔情（Piripero〈Joseph Egger〉）※TBS新錄製版[注 6]。
- 窈窕淑女（Walter Burke）
- 諜報飛龍（英语：Our Man Flint）
- 此路不通（羅馬尼亞語：Pe aici nu se trece）（軍曹）
- 紅帳篷（英语：The Red Tent (film)）（Cecioni〈Otar Koberidze〉）
- 逃亡大作戰（英语：The Secret War of Harry Frigg） ※TBS版。
- Uno sceriffo tutto d'oro／Sheriff with the Gold (1966年電影)（Bart、Yac、男2、男B）
- 銀線號大血案（英语：Silver Streak (film)）（波特〈洛依德·懷特〉）※朝日電視台版。
- 追追追
- 沖天炮與飛毛腿（英语：Thunderbolt and Lightfoot）
- 殺手鬧翻天（英语：Up to His Ears）（羅肯坦〈馬里奧·大衛〉）※東京電視台版。
- 神祕失蹤（英语：The Vanishing (1988 film)）（魯迪）

#### 電視影集
- Alias Smith and Jones（英语：Alias Smith and Jones）（老人〈Allen Joseph〉）
- 驚異傳奇（英语：Amazing Stories (1985 TV series)）（Fred〈迪克·米勒〉）
- 神探可倫坡
  - 第2季（Frederic Wilson刑事〈鮑勃·迪西〉）
  - 第4季（Harry Lewis〈Harvey Gould〉、無線電警察A）
  - 第5季（Anderson檢察官〈Harvey Gould〉、Frederic Wilson刑事〈Bob Dishy〉）
- 荒野大鏢客（Festus Haggen〈Ken Curtis〉）
- 打擊魔鬼（英语：The Man from U.N.C.L.E.）（車掌、衛兵）
- 馬可·波羅 (1982年迷你電視影集)（乃顏〈Elcan Zao〉）
- 雙面嬌娃（英语：Moonlighting (TV series)）
- 女作家與謀殺案（英语：Murder, She Wrote）（田中刑事）
- 密諜（馬借）
- The Professionals（英语：The Professionals (TV series)）
- 清秀小佳人（英语：Road to Avonlea）（船員1）
- 星際爭霸戰
- 原野飆龍（英语：The Young Riders）

#### 動畫
- 小狗奧吉和他老爸（英语：Augie Doggie and Doggie Daddy）（Doggie Daddy〈Doug Young〉）※VHS版。
- 救難小福星（Ned）※新配音版。
- Groovie Goolies（英语：Groovie Goolies）（Ratso）
- 蝙蝠俠新冒險 (1987年版)（奧斯華·切斯特菲爾德／企鵝人）※日本電視台版。
- 大力水手卜派（卜派的父親、天使）

### 人偶劇
- （老爹犬）
- 突然出現的葫蘆島（日语：ひょっこりひょうたん島）（鱷魚王子）
- 大青蛙布偶秀

### 廣播劇CD
- 黑色鬱金香系列（日语：黒いチューリップ (漫画)）（小澤傳次郎）

### 電視節目
- PUREROCK（垃圾老爹的配音）

## 腳註

## 外部連結
- ARTSVISION所屬期間的資歷簡介 （日語）（2002年4月6日的檔案館）